# Kolmanskop
Kolmanskop (německy: Kolmannskuppe) je město duchů v Namibii. Nachází se uprostřed pouště Namib v Africe. Jedná se o bývalé těžební město, které vzniklo po nálezu diamantů v roce 1908. Od roku 1954 je zcela opuštěné.

## Historie
Historie města uprostřed africké pouště začala v roce 1908, kdy zde německý drážní dělník Zacharias Lewala  při čištění kolejí našel lesklý kamínek – diamant. Následovala obdoba zlaté horečky ve Spojených státech. 
Město dostalo jméno podle řidiče transportu Johnyho Colemana, který musel při pouštní bouři opustit povoz s voly právě na místě, kde se nachází Kolmanskop. Po nálezu diamantů se na místo začali stahovat jejich hledači s celými rodinami ve snaze rychle zbohatnout. Zdejší naleziště diamantů bylo velmi bohaté. Kvůli tomu nechalo Německo, které tehdy Namibii jako koloniální mocnost ovládalo, oblast uzavřít. Na místě zůstalo jen několik set Němců a 700 rodin dělníků. Dle odhadů se zde v letech 1908–1914 vytěžilo zhruba tisíc kilogramů diamantů o celkovém množství pěti miliónů karátů. Na vrchol se Kolmanskop dostal na počátku 20. let, kdy zde žilo asi tisíc obyvatel a celá oblast produkovala 11,7 % celosvětové produkce diamantů.
Obyvatelé žili uprostřed nehostinné pouště v luxusních okázalých domech s dokonalým zázemím. Byl jim k dispozici bazén, divadlo, nemocnice, herna, kasíno, taneční sál a další. Ze služeb zde bylo např. řeznictví, pekařství a fungoval i rozvoz mléka a ledu do každé domácnosti. S přístavním městem Lüderitz byl Kolmanskop propojen první tramvajovou tratí v Africe. Kolmanskop byl také prvním místem na jižní polokouli, kde byl do praxe uveden rentgen. Ten byl kromě lékařských účelů užíván i jako způsob detekce krádeže diamantů. Aby byly domy chráněny před pískem, byly vystavěny vysoké zábrany a ulice byly každé ráno čištěny od prachu. 
Po rychlém vzestupu po čase následoval i stejně rychlý pád. Těžba diamantů silně poklesla již během 1. světové války a i po konci války měla sestupnou tendenci. Diamantů začalo ubývat a následně bylo objeveno další a větší diamantové naleziště v Oranjemundu. Tím začalo ubývat výdělků a s nimi i obyvatel. Poslední město opustili již v roce 1954. Zůstalo opuštěné, ale díky minimu srážek ve zdejší oblasti prázdné budovy příliš nepodléhaly rozkladu. 
Druhý život město dostalo v 80. letech, kdy ho vzala do správy těžařská společnost De Beers. Budovy byly zakonzervovány a vzniklo zde muzeum o historii města i těžby diamantů v Africe. Kolmanskop se tak stal turistickým cílem.

## Přístup
Město není volně přístupné. Pro vstup je nutné v blízkém městě Lüderitz zakoupit povolení.

## V populární kultuře
- Kolmanskop se objevil v americké dokumentární sérii Záhady opuštěných staveb (2017–2020).
- Kolmanskop byl užitý jako lokace pro jihoafrický televizní film The Mantis Project (1985), který režíroval Manie van Rensburg.
- Město bylo jednou z lokací ve filmu Dust Devil (1992).
- Město bylo použito jako jedna z lokací pro film Lunar Cop (1994).
- V Kolmanskopu se natáčel dánský film Král je živ (2000), kde se město stalo ústředním motivem filmu.[6]
- V televizní reality show Dobyvatelé ztracené pravdy (2007) Josh Gates se svým týmem vyšetřovatelů prozkoumal zda v Kolmanskopu straší.[7]
- Město se objevilo v dokumentárním seriálu Život po lidech v epizodě odvysílané v roce 2010.
- Město bylo použito v první epizodě dokumentární série Zázraky vesmíru (2011).
- Fotograf Tim Walker fotil v Kolmanskopu anglickou modelku Agyness Deyn pro Vogue UK v březnu 2011.[8]
- Kolmanskop se objevil ve filmu Samsara (2011) režiséra Rona Frickeho.[9]
- Kolmanskop se objevil v 1. sérii v 2. epizodě dokumentární série Zapomenutá planeta (2011).
- Obálku čtvrtého alba australské hudební skupiny Tame Impala, The Slow Rush a jeho singlů, vyfotografoval v Kolmanskopu Neil Krug.[10]
- V oblasti se natáčely části amerického seriálu Fallout z roku 2024.[11]

## Galerie

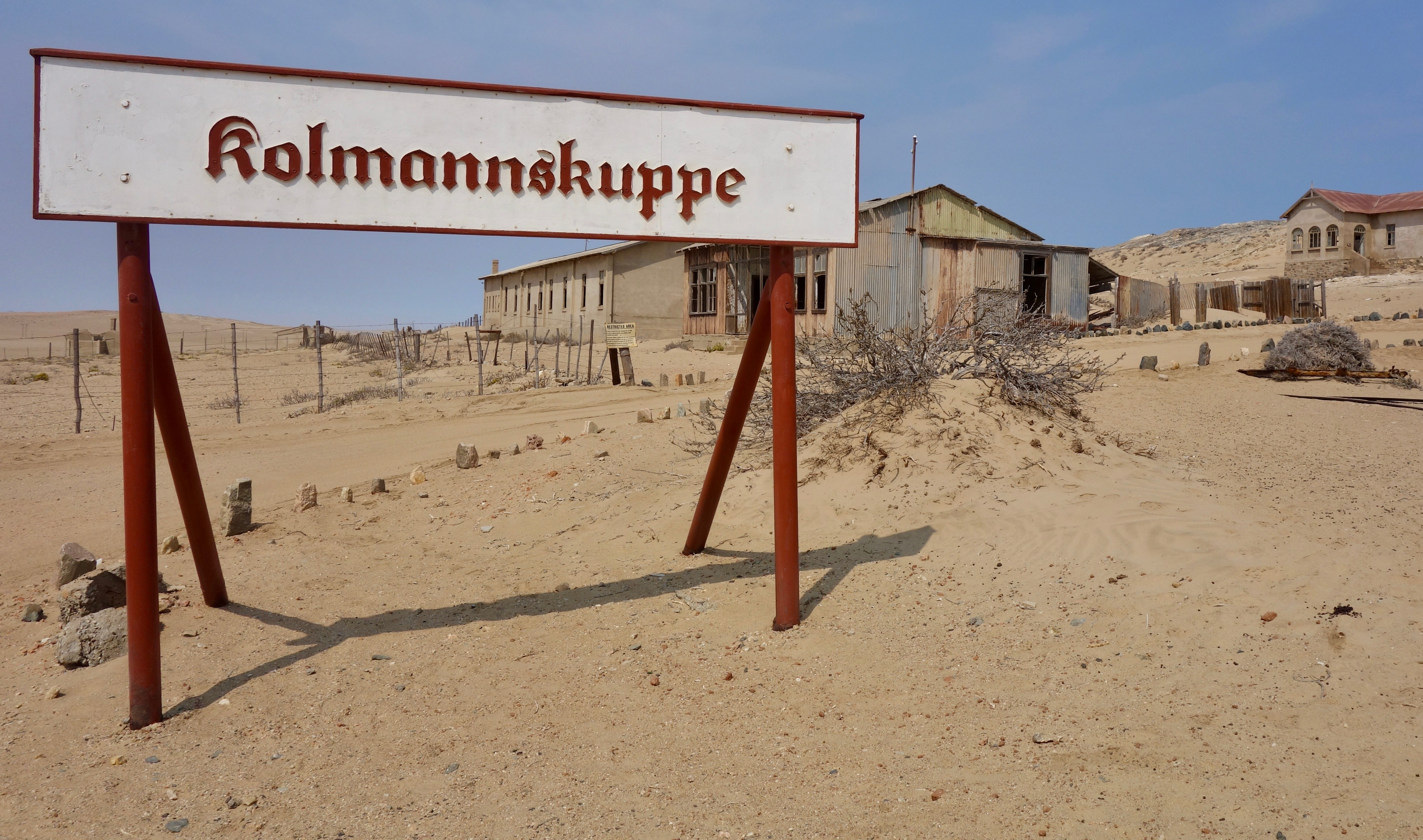
Kolmanskop
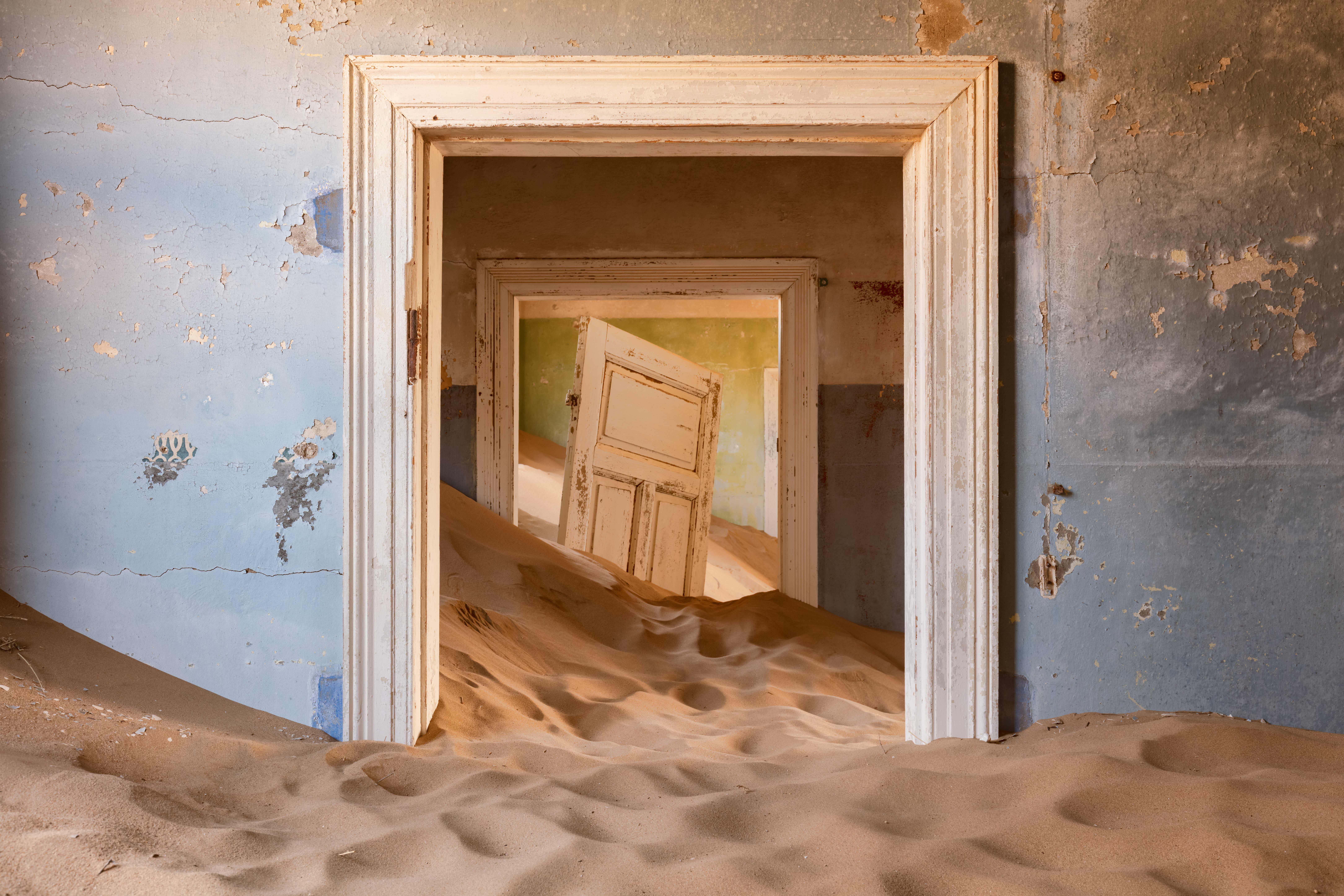
Interiér domu zasypaný pískem
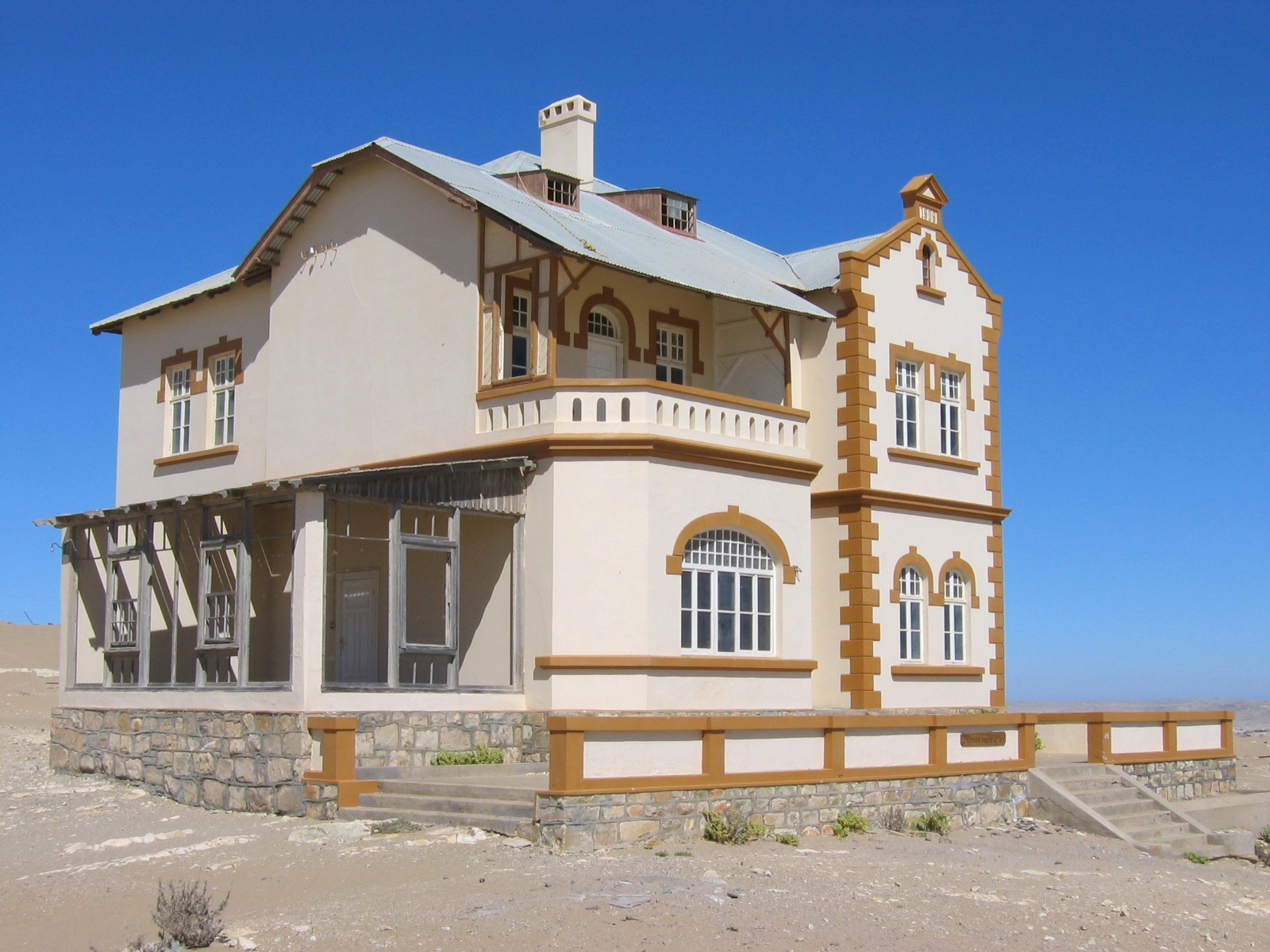
Dům správce dolu
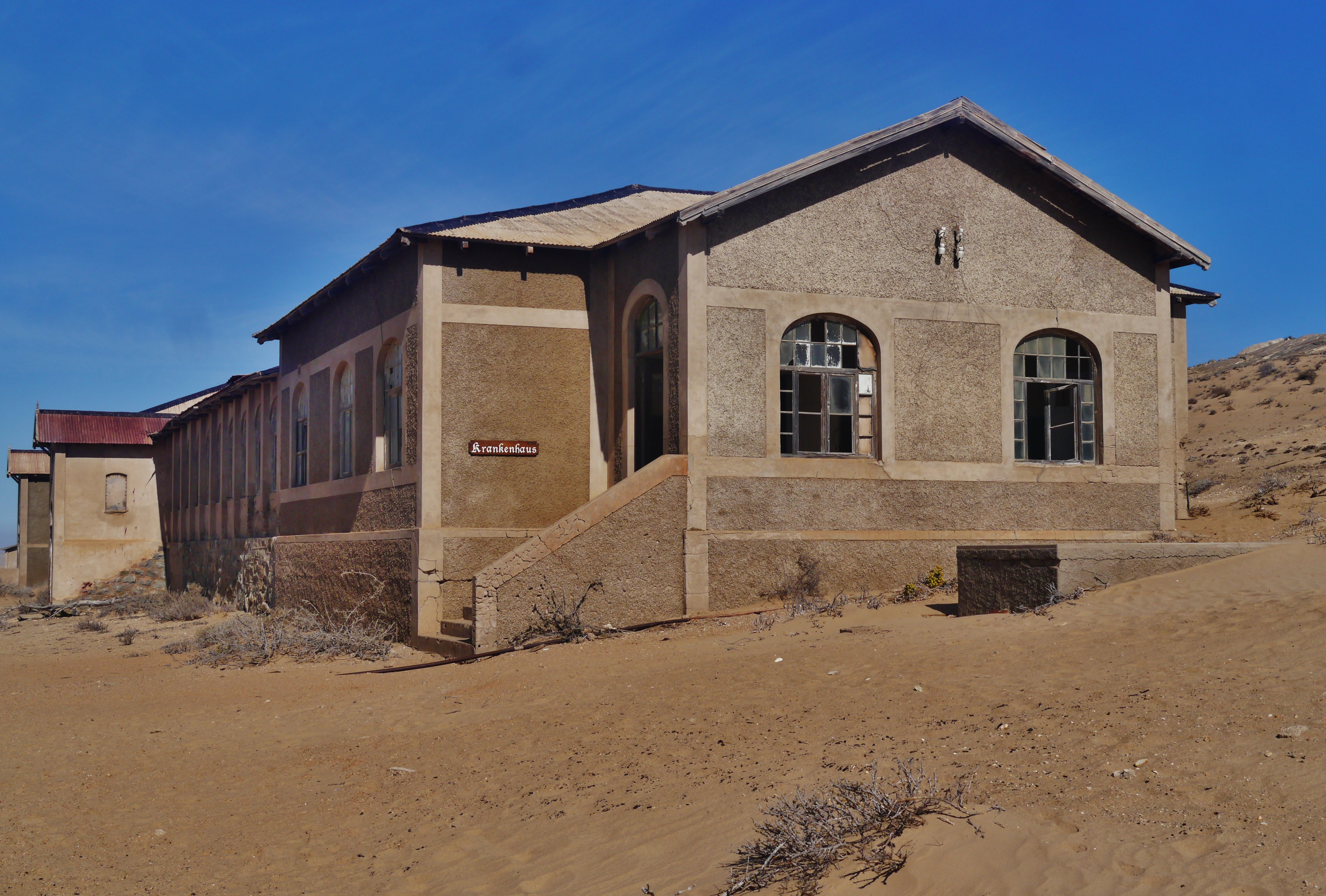
Budova nemocnice
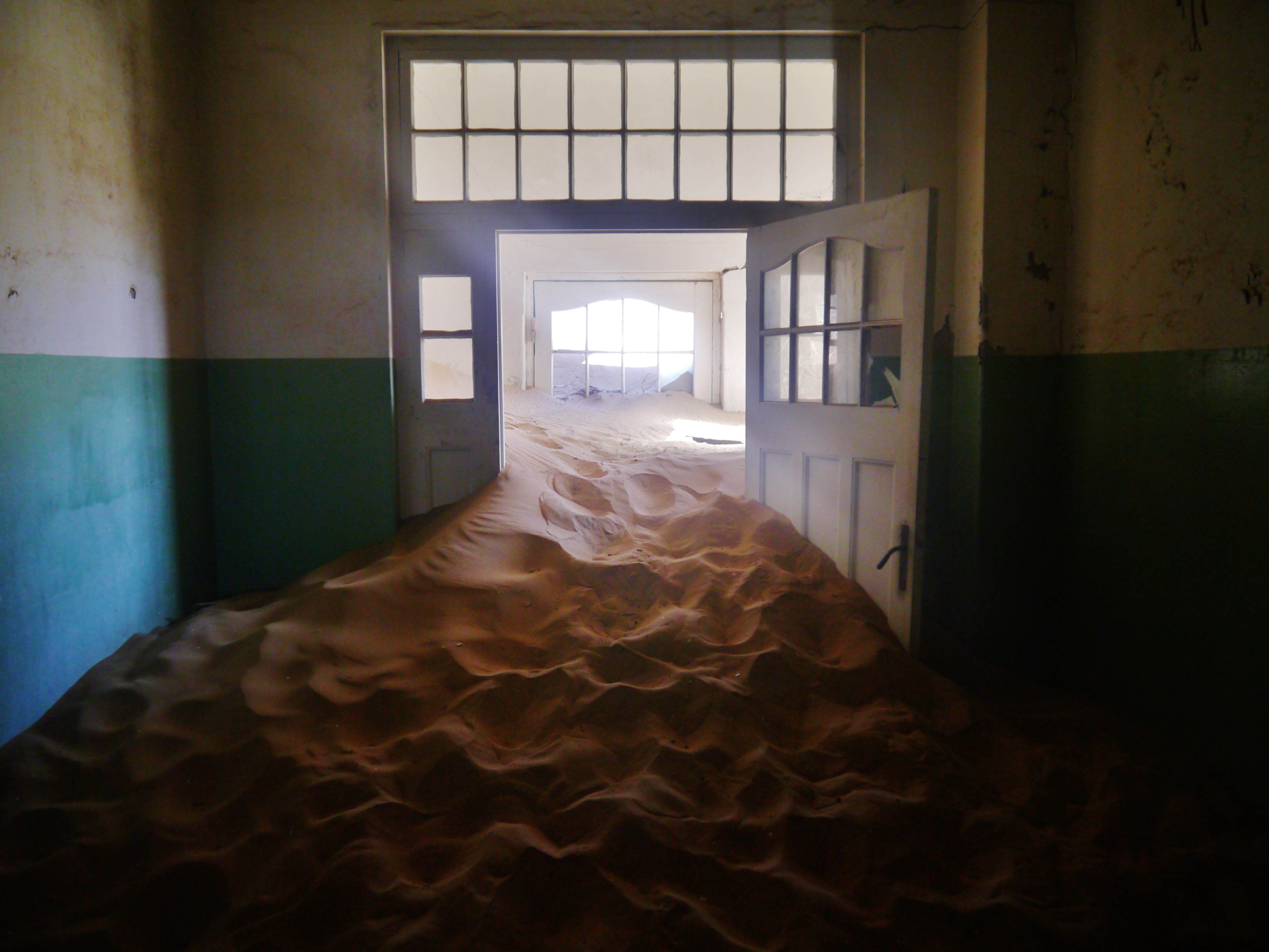
Interiér nemocnice
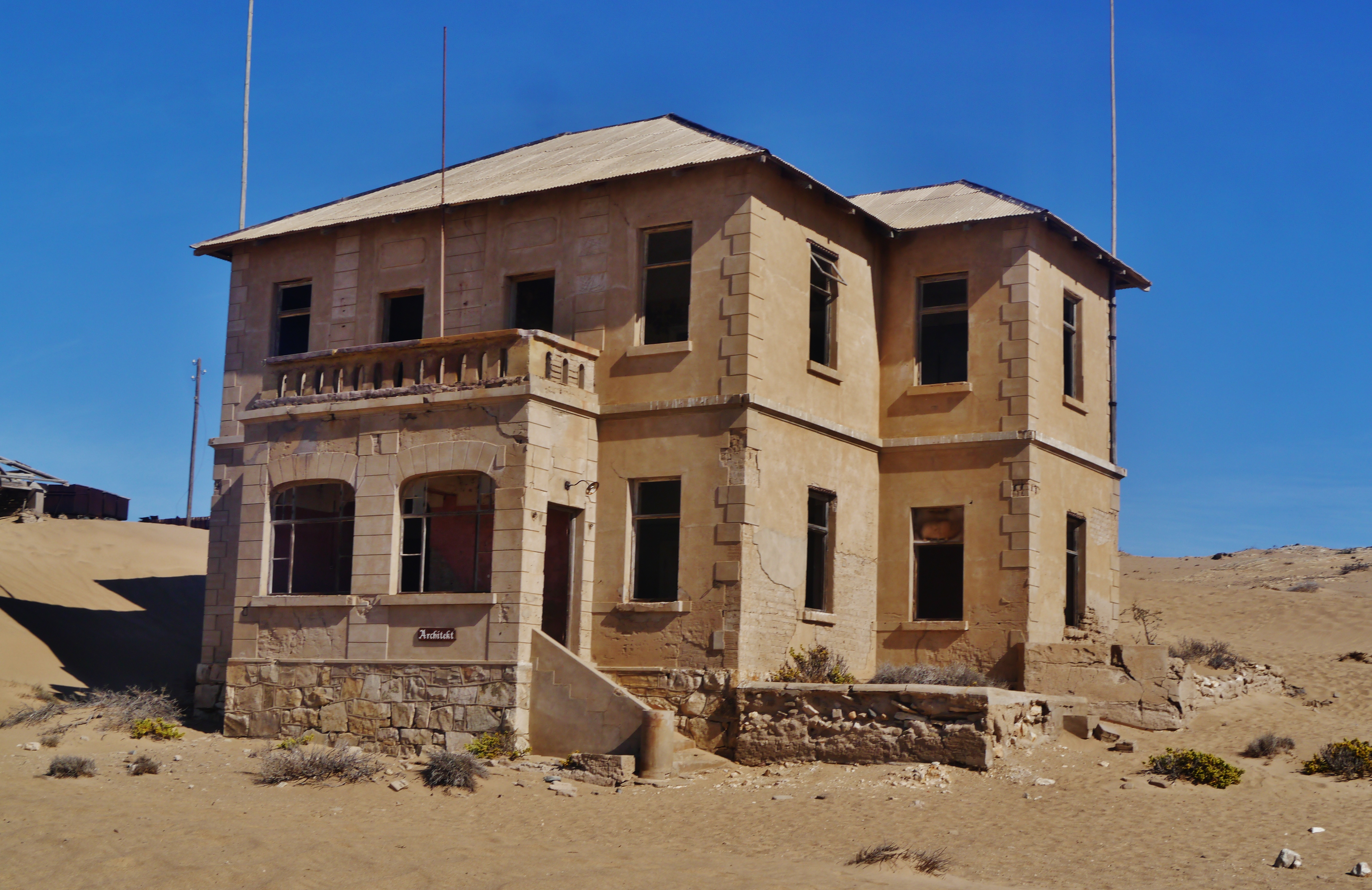
Dům architekta
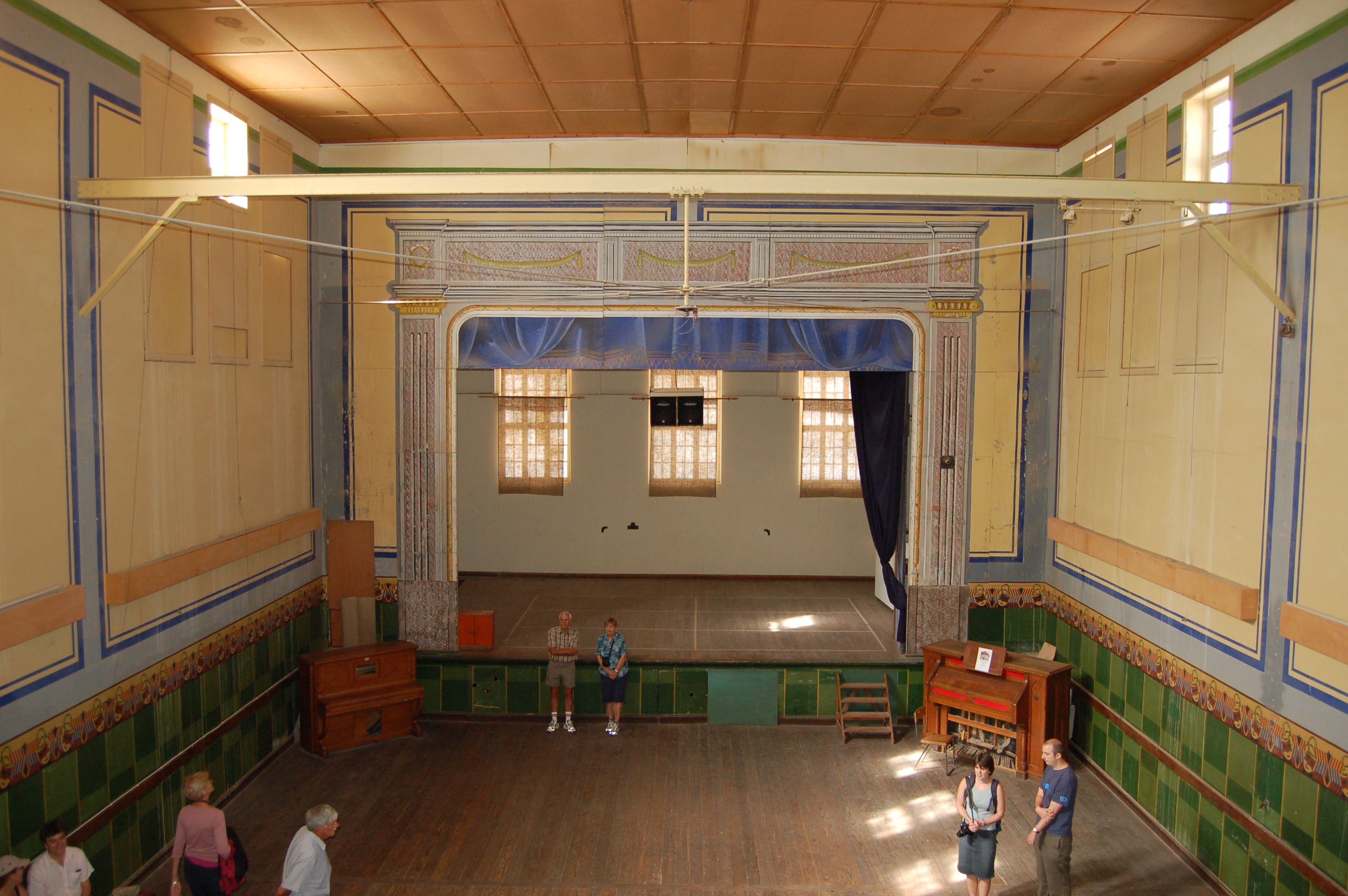
Interiér tanečního sálu
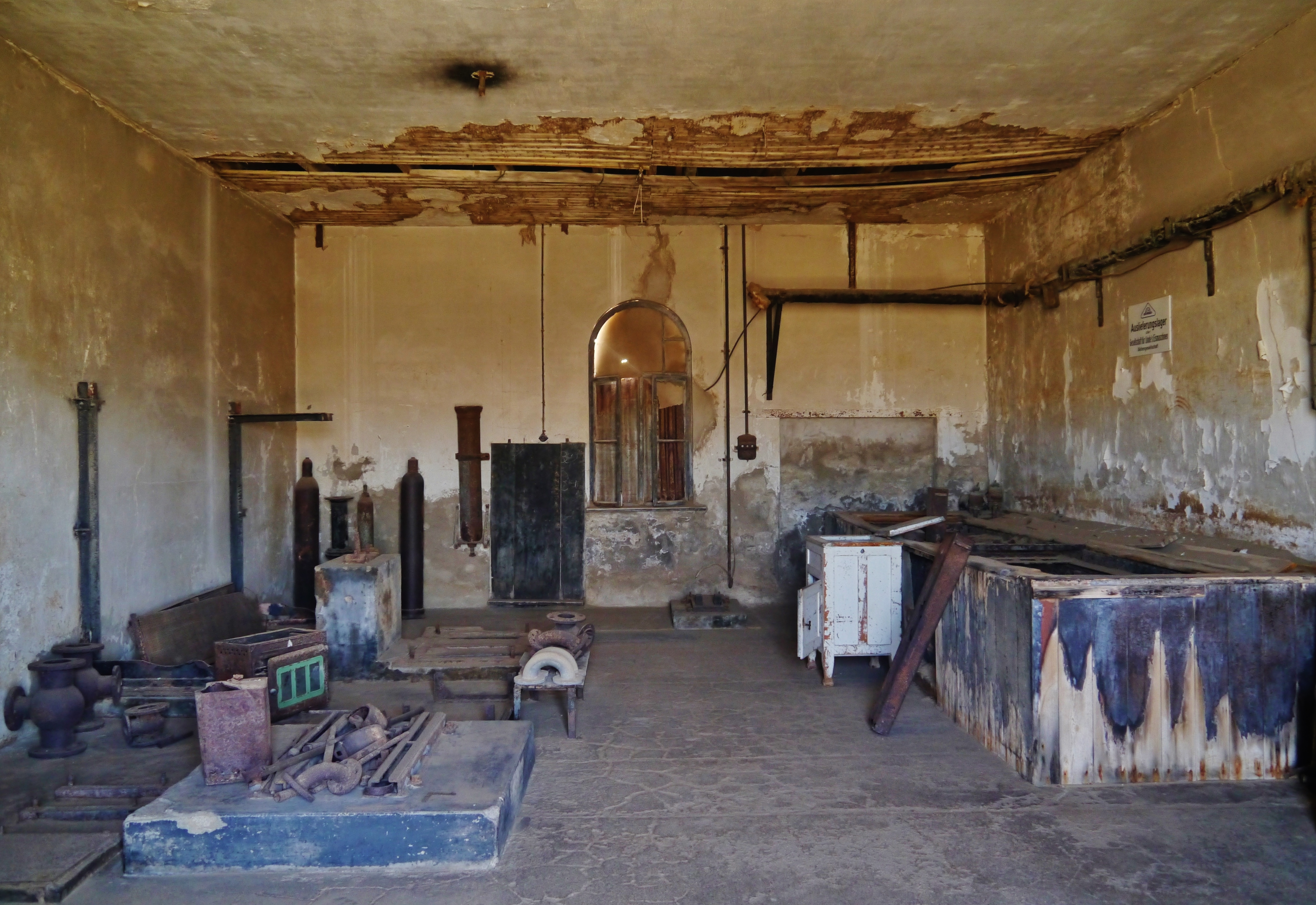
Výrobna ledu
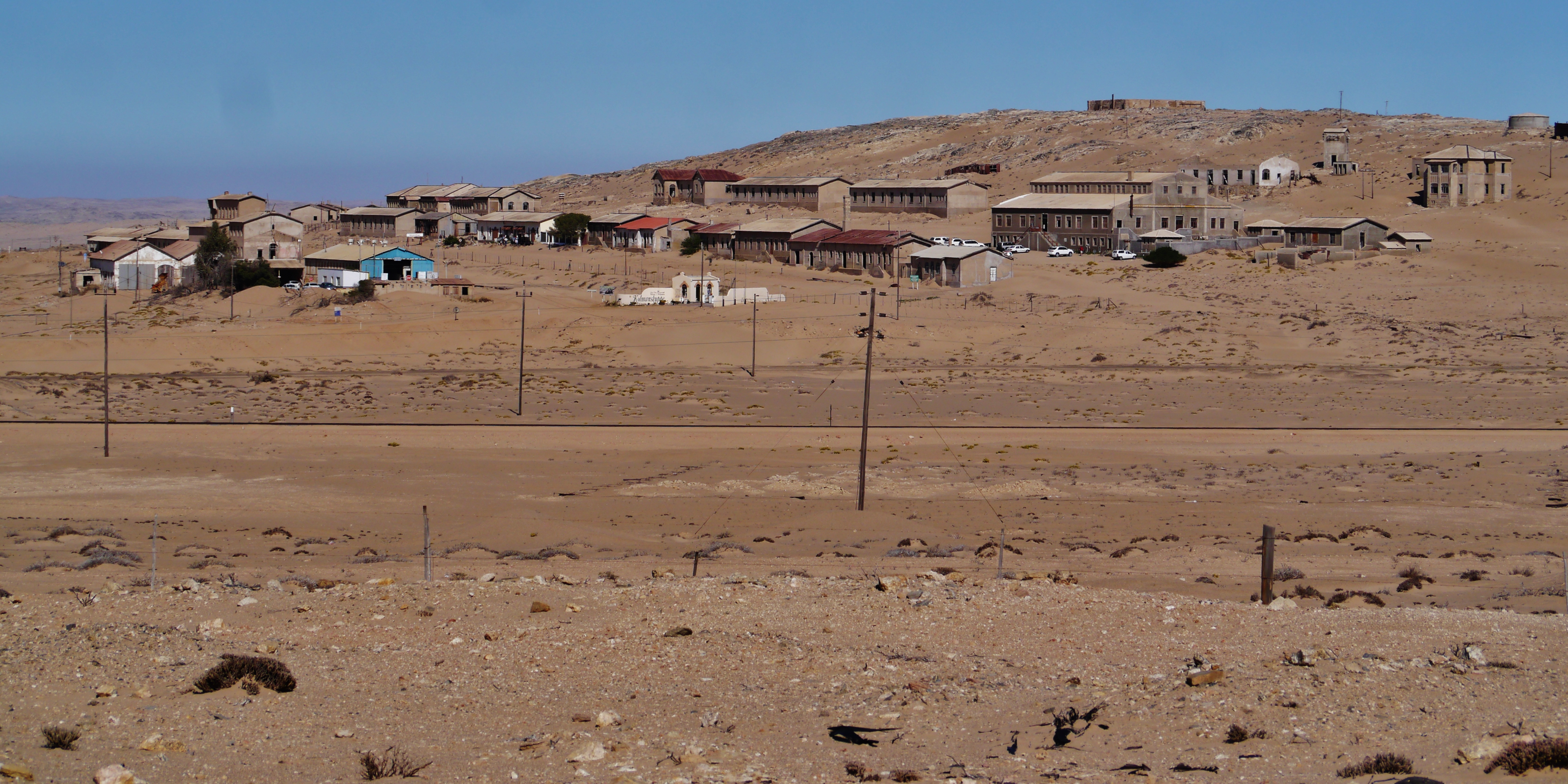
Celkový pohled na město
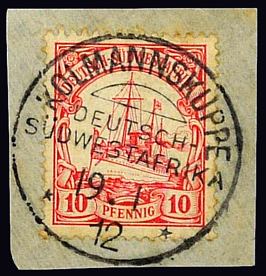
Poštovní známka s razítkem z Kolmanskopu